# Frederiksberg
 For alternative betydninger, se Frederiksberg (flertydig). (Se også artikler, som begynder med Frederiksberg)
 Ikke at forveksle med Fredriksberg og Frederiksbjerg.
 Denne artikel handler om selve byen Frederiksberg. Ordet Frederiksberg bruges ofte også som en kort betegnelse for Frederiksberg Kommune.
Frederiksberg er en selvstyrende kommune og en del af Storkøbenhavn. Frederiksberg er helt omkranset af Københavns Kommune på alle sider, og kommunen har 105.840 indbyggere  (2025) og er med et areal på 8,7 km² den tættest befolkede kommune i Danmark.
Mod nord og vest er Frederiksberg afgrænset af S-banen med stationerne Ålholm, KB Hallen, Flintholm, Grøndal og Fuglebakken og mod nordøst af Åboulevard. I den vestlige del ligger også Peter Bangs Vej. Metroen gennemskærer Frederiksberg fra vest til øst. Mod øst afgrænses Frederiksberg af Skt. Jørgens Sø. Frederiksberg har store grønne områder som Frederiksberg Have, Søndermarken og Zoologisk Have.

## Frederiksbergs byplanmæssige inddeling
I byplanlægningen er Frederiksberg opdelt i syv dele:
- Det centrale Frederiksberg (syd-midt)
- Kvarteret syd for Peter Bangs Vej (syd-vest)
- Kvarteret omkring Flintholm (vest-midt)
- Kvarteret omkring Femte Juni Plads og Fuglebakken (nord-vest)
- Kvarteret omkring Kronprinsesse Sofies Vej og svømmehallen (nord-midt)
- Kvarteret nord for Gammel Kongevej (nord-øst)
- Kvarteret syd for Gammel Kongevej (syd-øst)

### Det Centrale Frederiksberg
Frederiksbergs ældste bygninger, der hovedsageligt er fra 1800-tallet, ligger langs Allégade. Bebyggelsen omkring Domhuset og Solbjerg Kirke ved Howitzvej stammer fra begyndelsen af 1900-tallet. I kvarteret findes desuden Frederiksberg Rådhus, Falkoner Centret samt Frederiksberg Centret. Blandt de nyeste bygninger er CBS' afdeling ved Solbjerg Plads og det nye Frederiksberg Gymnasium.
I den sydlige del af kvarteret ligger Frederiksberg Have og Søndermarken samt en boligbebyggelse ved Søndre Fasanvej bag Søndermarken. Her ligger også Frederiksberg Slot og Zoologisk Have med sit karakteristiske tårn. Den nordlige del af kvarteret har en blanding af boliger, kontorbyggeri, butikker samt en række uddannelsesinstitutioner og andre offentlige institutioner. Der er områder med detailhandel omkring stationerne Frederiksberg og Fasanvej.

### Kvarteret syd for Peter Bangs Vej
Kvarteret syd for Peter Bangs Vej er ganske åbent og grønt med udstrakte villaområder, Solbjerg Parkkirkegård og Søndermark Kirkegårde på hver side af Roskildevej samt store idrætsarealer ved KB Hallen og Jens Jessens Vej.
Den vestligste del af Roskildevej præges af større boligejendomme fra 1950'erne, og syd herfor ligger række- og terassehuse samt Domus Vista på 30 etager.
Sydsiden af Peter Bangs Vej er karakteriseret af boligejendomme fra 1930'erne. I den østligste del ligger Diakonissestiftelsen og bebyggelsen Klammergården.

### Kvarteret omkring Flintholm
I kvarteret ligger to udviklingsområder, Flintholm-området og Nimbusparken. I den østlige del af kvarteret er der hovedsagelig store boligkarreer. Nord for Finsensvej ligger en tæt-lav boligbebyggelse fra 1980 kaldet Solbjerg Have. Kvarterets vestlige del rummer villaområder og i sydvest Den Sønderjyske By fra 1921 og bag denne Herman Bangs Have opført i 1991.

### Kvarteret omkring Femte Juni Plads og Fuglebakken
Kvarteret har udbredte villaområder, mens der langs de større veje Nordre Fasanvej, Godthåbsvej og Borups Allé overvejende ligger etagebebyggelse, som for eksempel Grønnehavegaard. Syd for villakvarteret ligger rækkehuse på Fuglebakken, der er opført i 1928. Bebyggelsen er opført i fire enklaver, symmetrisk udformet omkring Drosselvej. Fuglebakkens villaer og rækkehuse har både nu såvel som tidligere huset mange politikere og kulturpersonligheder. Af nuværende beboere kan nævnes forfatter Hanne-Vibeke Holst, tidl. chefredaktør for Berlingske Tidende, Niels Lunde og tidligere landsholdsmålmand, nu TV-vært, Peter Schmeichel. Også statsminister Jens Otto Krag har boet på Fuglebakken sammen med sin kone, skuespilleren Helle Virkner.
Det store hvide byggeri Dalgas Have er tegnet af Henning Larsen og opført i slutningen af 1980'erne og består af 16 punkthuse og to store buede boligbebyggelser, som hænger sammen med en bygning, som huser en del af Handelshøjskolen.
Ved Borups Allé ligger endnu et nyere og enestående boligbyggeri, Borups Have, opført i 1990 og karakteriséret ved to imposante tårne samt haveanlæg på taget af et Meny-supermarked.
Frederiksberg Hospital ligger i et sammenhængende grønt og åbent område mellem Godthåbsvej og Nyelandsvej. Frederiksberg Hospital består af mange forskellige bygninger opført fra begyndelsen af 1900-tallet og frem til 1970'erne. Region Hovedstaden har siden midten af 2010'erne været i gang med at nedtrappe brugen af bygningerne, der derfor på sigt vil få en ny anvendelse.

### Kvarteret omkring Kronprinsesse Sofies Vej og svømmehallen
Den sydlige del af kvarteret er Svømmehalskvarteret, der er Frederiksbergs tættest bebyggede område. Svømmehalskvarteret rummer karrébebyggelser overvejende opført i slutningen af 1800- og begyndelsen af 1900-tallet.
Midt i dette kvarter Aksel Møllers Have, og på pladsen ud mod Godthåbsvej ligger Metronomen (tidligere Byggeriets Hus), som fungerer som foredrags- og udstillingshus, mens Frederiksberg Svømmehal ligger syd herfor.

### Kvarteret nord for Gammel Kongevej
Mod Sankt Jørgens Sø ligger både store ældre villaer og flerfamiliehuse. Langs Gammel Kongevej ligger bygninger med et varieret udtryk og forskellig alder, mange med tårne og karnapper. På hjørnet af Falkoner Allé og Rolighedsvej ligger
Hostrups Have tegnet af arkitekt Hans Dahlerup Berthelsen. Den markant modernistiske etageejendom fra 1936, omslutter et indre parkanlæg. I ejendommen har boet en række kendte Frederiksberg-borgere - blandt andet en række skuespillere, kunstnere og politikere. Bebyggelsen ligger hvor det tidligere Rubens Klædefabrik lå. Et stort område optages af Det Biovidenskabelige Fakultets bygninger og haver.
Ved Rosenørns Allé markerer Forum og Radiohuset på hver sin side af vejen en af indkørslerne fra København til Frederiksberg, mens tårnene på en bebyggelse ved Danas Plads udgør en anden.
Ved Gammel Kongevej ligger mod øst og Vesterbro det høje, nyrenoverede Codanhus.

### Kvarteret syd for Gammel Kongevej
Kvarteret rummer primært ældre villa- og etagebebyggelse. Den tætte etagebebyggelse er især koncentreret omkring Gammel Kongevej, Frederiksberg Allé og Vesterbrogade.
Frederiksberg Allé løber gennem kvarteret som en grøn linje, der ender i Frederiksberg Have. Den grønne promenade er anlagt med 7 meter brede promenadefortove med hver to rækker klippede lindetræer. Alléen har to pladser, Sankt Thomas Plads og Frederiksberg Runddel.
Rosenhaven ved Allégade samt Pariserhaven mellem Nyvej og Mynstersvej er sammen med Frederiksberg Kirkegård kvarterets grønne områder.

## Frederiksbergs historie
Efter Valby, Vanløse og Brønshøj blev indlemmet i Københavns Kommune (1901) blev Frederiksberg Kommune helt omsluttet af Københavns kommune. Oprindeligt var bydelen en selvstændig by adskilt fra København. Én kilde nævner at der i i gammel tid lå en by hvor Frederiksberg nu ligger ved navn Tulehøj men dokumentationen er manglende. I så fald kan der have boet en thul der – oldtidens navn på en præst eller magiker, kendt fra indskriften på Snoldelev-stenen. Ordet er beslægtet med verbet thula (= at tale), så en thul kan også tolkes som en, der fremsagde ting. På angelsaksisk havde thyle den samme betydning, og i Beowulf-kvadet er dette Unferths titel. I Håvamål kaldes Odin selv for "den gamle thul".
Der står i Frederik Rostgaards Dend kongelige Residents- og Stabel-Stad Kiøbenhavn historiske Beskrivelse fra 1737 at "Kiøbenhavns Grændser var da fra Tulleshøy til gammel Bohøy, Amager og Saltholm, og hvad der imellem laae" – afsnittet viser til forholdene i 1443. På det tidspunkt har navnet Tulehøj været opfattet som Tulleshøy.

### Den tidligste historie
Der har levet mennesker på Frederiksberg i alt fald fra bronzealderen. En række nedlagte gravhøje på toppen af Valby bakke vidner om dette . I sen vikingetid eller tidlig middelalder opstod landsbyen Solbjerg, hvis marker dækkede hovedparten af det nuværende Frederiksberg. Byen lå formentlig i den nordlige del af den nuværende Frederiksberg Have. Området var landbrugsland med spredte landsbyer, og Solbjerg var, sammen med områdets andre landsbyer, underlagt Utterslev hovedgård som krongods. Omkring 1160 skænkede Valdemar 1. den Store markedspladsen Havn, senere København, samt Utterslev med tilliggender til Biskop Absalon.

### 1600-tallet: En begyndelse
Frederiksbergs historie begynder først ved midten af 1600-tallet. I 1620 besluttede Christian 4. at nedlægge Solbjerg, hvis arealer blev lagt under en ny ladegård, som blev opført i årene 1620-23. Ladegården skulle forsyne Københavns Slot og Rosenborg med landbrugsvarer. De varer, som slottene aftog, blev solgt til befolkningen i København. Ladegården blev bygget på en bastion, der var en del af Københavns nye befæstning.
Gårdens marker omfattede det meste af det nuværende Frederiksberg og blev dyrket ved hjælp af fæstebønder fra landsbyer i omegnen. Det mere kvalificerede arbejde på Ladegården blev udført af fastansatte, mens fanger fra Bremerholm blev sat til tærskningen. Ladegården blev således drevet som en stor herregård, men det var svært at få bønderne til at yde hoveri. I 1645 opgav Christian 4. ladegårdsdriften og bortforpagtede gården indtil 1651.
Frederik 3. lod 2. juni 1651 jorderne udstykke og bortfæste til 20 bønder af hollandsk afstamning fra Amager, som opførte deres gårde på begge sider af den nuværende Allégade, og byen fik da navnet "Ny Amager" eller "Ny Hollænderby".
Men det gik tilbage for disse bønder, dels pga. svenskekrigen 1658—60, dels ved misvækst og ildebrand, og da de ikke kunne betale deres skatter, blev jorderne taget fra dem 1698 og for størstedelen lagt ind under det ny Frederiksberg Slot.
Kongefamilien havde i den sidste del af 1600-tallet igangsat byggeri i Ny Amager, og i 1699 besluttede Frederik 4. at bygge et lystslot på Valby Bakke. Slottet blev opført 1700-03, og i forbindelse med slottet anlagdes de to parker Søndermarken og Frederiksberg Have som franske barokhaver. Det var inspireret af Kongens rejser i Frankrig og Italien. Han gav slottet navnet Friederichs Berg, og en genopbygget landsby tog i løbet af 1700-tallet navn efter slottet – Frederiksberg.
Byens fastboende var nu snarere husmænd end bønder, da der ikke var jord nok til at muliggøre et landbrug. Byen fik i 1734 sin egen kirke, og 1736 blev den et eget sogn sammen med Vesterbro.
I 1757 blev yderligere en del ved Falkoner Allé og Gammel Kongevej sat på auktion, og endelig i 1765 blev den sidste del af den gamle ladegårdsmark solgt. Dermed var Frederiksberg blevet en selvejende landsby.
En del af den bortauktionerede jord blev opkøbt af velhavende københavnere, som opførte landsteder og lystgårde fra omkring 1770 Rolighed, Store Godthåb og Ludvigs Minde samt Møstings Hus. Selv om Frederiksberg stadig var et landbrugsområde, hvor bebyggelsen var koncentreret omkring Allégade, Smallegade og Bredegade, skød små fabrikker op, specielt ved Sankt Jørgens Sø, og befolkningstallet begyndte langsomt at stige.
Omkring 1800 var der 1.200 indbyggere.

### 1857: Frederiksberg bliver en selvstændig politisk enhed
I 1818 kom Frederiksberg ind under det da oprettede Søndre Birk. Ved Lov af 29. december 1857 blev Frederiksberg udskilt af Hvidovre Sogn, med hvilket den havde været forenet siden Landkommunalanordningen af 13. august 1841, og blev en selvstændig kommune under Københavns Amt med sin egen kommunale forvaltning. I 1860 fik Frederiksberg næringsfrihed som handelsplads. Det var en række politikere med tilknytning til bydelen, som agiterede for loven i Rigsdagen, bl.a. C.C. Hall, A.L. Casse, Ernst Emil Rosenørn og Otto Müller, der alle også på et tidspunkt var medlemmer af sogneforstanderskabet. Rosenørn blev den første formand for et selvstændigt Frederiksberg.

#### Første kommunale anlæg
I 1841 havde den fået et sogneforstanderskab, fra 1867 kaldt et sogneråd. Sogneforstanderskabet fik Frederiksberg Bredegade brolagt i 1845, det store gadekær i Allégade blev fyldt op og i 1848 blev der ved frivillig hjælp gennemført en gadebelysning med 8 lygter i Allégade, Smallegade og Bredegade.
I længden var den form for privat initiativ for primitivt, så kommunen tegnede kontrakt med Det Danske Gaskompagni, der opførte et gasværk på H.C. Ørsteds Vej, og i september 1860 kunne gassen tændes i lygterne på hovedfærdselsårerne. I 1863 fik kommunen sin første moderne skole på Falkoner Allé som erstatning for degneskolen i Pile Allé. Samme år fik kommunen et hospital og fattighus på Lampevej (nu Howitzvej). I 1867 fik kommunen eget apotek (på Gammel Kongevej), og i 1864 blev Frederiksberg Station anlagt. I oktober 1863 åbnede den første sporvej mellem Sankt Annæ Plads og Frederiksberg Runddel.
Til gengæld varede det længe, inden kommunen fik ordentlig vandforsyning. Det skete i 1869, da fabrikant P. Andersen anlagde et privat vandværk mellem Vodroffsvej og Danmarksgade, hvor han allerede drev et jernstøberi. Først i 1878 fik kommunen etableret sit eget vandværk i Grøndal, og selv da var det stadig Andersen, der forsynede områderne øst for Bülowsvej og Hauchsvej. P. Andersens Vandtårn er et minde fra denne tid.

#### Villakvarterer vokser frem
Efter at demarkationslinjen 1852 var blevet flyttet ind til inden for søerne, havde et omfattende byggeri taget fart. Men i de første år som selvstændig kommune blev der ikke bygget meget, for pengekrisen i 1857 satte alt nyt byggeri i stå i en årrække. Først i midten af 1860'erne blev der atter anlagt nye veje. I 1866 blev Platanvej anlagt, efterfulgt af Sankt Knuds Vej, Niels Ebbesens Vej og Bernstorffsvej (nu Danasvej) i 1868.
I 1870 kom Alhambravej og Hauchsvej til, og i 1872 blev H.C. Ørsteds Vej ført igennem til Nørrebro. Omtrent samtidig kom to nye sporvejslinjer til bydelen. Flere villakvarterer kom til: I 1876 Steen Blichers Vej og Poul Møllers Vej m.fl., samme år Monradsvej og 1879 Rathsacksvej, Christian Winthers Vej m.fl.
Bebyggelsen i den nye kommune blev fra starten præget af villaer forbeholdt de øverste samfundsklasser. Bl.a. på grund af tilknytningen til kongehuset (Frederiksberg Slot i Frederik 6.s tid) og en etableret tradition for anlæggelse af landsteder udviklede Frederiksberg sig til en grøn og landlig enklave omgivet af Nørrebro og Vesterbro, der i samme periode blev hastigt og tæt bebygget med små lejligheder for arbejderklassen. Villaen var en ny boligtype i Danmark, og særligt to arkitekter var med til at forme dens karakter, nemlig J.D. Herholdt og Henning Wolff. Herholdt tegnede Danmarks første villa, Villa Taarnborg, opført 1846-47 for officeren A.C.B. Bibow på Tårnborgvej (nedrevet 1959), der var gift med Herholdts søster Laurentia Augusta. Karakteristisk for hustypen var asymmetrien og inspirationen fra rustikke italienske landhuse. Herholdt fulgte Taarnborg op med flere villaer på Frederiksberg, således senere justitsminister A.L. Casses villa, Carit Etlars Vej 3 (1851) og huse for xylografen Axel Kittendorff (ved Bianco Lunos Allé) og for etatsråd Raffenberg (begge 1852 og begge nedrevet). Det blev dog Henning Wolff, der kom til for alvor at bebygge de nye villaveje, og i hans huse blev de uformelle elementer forstærket. Et begreb som "den danske hygge" kom til udtryk i en bevidst knopskydning i form af karnapper, vindfang, havestuer og balkoner. Villaerne skulle ikke være monumentale, men hjemlige og personlige. Med inspiration fra æstetikken på Frederiksberg bredte villaerne sig over hele Danmark.

#### Industrialisering
Den første store bølge af industrialisering ramte Frederiksberg i 1860'erne, hvor det centrale Frederiksberg stadig var landligt. Virksomheder som Rubens Klædefabrik og Marstrands Dampmølle skød op. Tilsvarende blev der bygget arbejderboliger såsom De Classenske Boliger.
Efterhånden blev det indre Frederiksberg helt udbygget med først villakvarterer og siden etageejendomme, og den næste bølge af industrialisering blev koncentreret i randområderne i kommunen mod vest, især langs Finsensvej, hvor Frederiksberg Gasværk i 1895 var blevet udflyttet. Ligesom i den øvrige hovedstad blev der etableret flere store virksomheder i kommunen, fx Aluminia, Fisker & Nielsen, Krystalisværket og NKT.

### Yderligere selvstændighed
I 1886 havde kommunen opnået at få birketinget, der hidtil havde ligget i domhuset på Blegdamsvej i København, flyttet til en mere bekvem placering inden for kommunens grænser. En ny bygning blev rejst på hjørnet af Lampevej (nu Howitzvej) og Falkoner Allé, som også blev kommunens første rådhus inkl. brand- og politistation.
I 1900 blev Frederiksberg udskilt af Københavns Amt og opnåede (ligesom Københavns Kommune) status som selvstændigt amt. Med kommunalloven i 1919 kunne kommunalbestyrelsens formand nu kaldes borgmester.
Med den befolkningstilvækst, som Frederiksberg oplevede, blev det gamle rådhus på Howitzvej snart for trangt. 1915 blev der udskrevet en konkurrence om et nyt anlæg med domhus, brand- og politistation, men først 1935 var alle bygningerne færdige. Da kunne også et nyt hovedbibliotek indvies, tegnet af stadsarkitekt A.S.K. Lauritzen.
Et nyt rådhus skulle vise sig at tage lige så lang tid. I 1930'erne blev de første ideer fremlagt, men først 1942 kunne spaden sættes i jorden til et nyt rådhus. Det blev tegnet af Henning Hansen, som døde under opførelsen i 1945. Det blev først færdiggjort af andre arkitekter i 1953. En karré mellem Bredegade og Smallegade blev nedrevet for at skabe en byggegrund og rådhusplads og i årtierne, der fulgte forsvandt det meste af den ældste frederiksbergske bebyggelse mellem de to gader.

### Besættelsen
Under RAF's bombardementet af Shellhuset den 21. marts 1945 skete der en tragedie, der ramte Frederiksberg. Et af formationens fly styrtede ned i et garageanlæg på Frederiksberg Allé (nr. 76-78) mellem Den Franske Skole og Aveny Teatret. Anden bølges bombefly, og flere af piloterne i flyene troede fejlagtigt, at målet lå under røgen fra det brændende flyvrag og kastede derfor deres bomber over Den Franske Skole og hele karreen Amicisvej/Maglekildevej. Over 200 mennesker omkom, over 300 blev såret og mere end 900 blev hjemløse.

### Efterkrigstiden: Bybilledet under forandring
I efterkrigstiden skete der store ændringer af Frederiksbergs bybillede. Kommunens forvaltning havde store byplanmæssige planer, der bl.a. omfattede en helt ny bebyggelse – og skyline – ved søbredden langs Sankt Jørgens Sø. Villaerne skulle ryddes og en højhusbebyggelse opføres. Jørn Utzon vandt i 1959 1. præmie i arkitektkonkurrencen om søfronten. Projektet blev ikke til noget, men alligevel forsvandt meget af bebyggelsen. I stedet foregik der nemlig en punktvis nedrivning af villa- og fabriksbebyggelsen langs Vodroffsvej, der strakte sig over fire årtier.
Også andre steder vidner 1960'ernes kontor- og forretningshuse om, at kommunens planlæggere forestillede sig gadeudvidelser og -gennembrud ført ud i livet på længere sigt. Flere steder er de nye huse trukket tilbage fra skellet til gade, hvilket er tydeligt på fx H.C. Ørsteds Vej og Falkoner Allé.
En arkitekt, der fik mange markante opgaver i kommunen, var Ole Hagen. Han var manden bag modernistiske bygninger såsom Falkoner Centret (ombygget), Codans højhus (også ombygget) og Domus Vista på Roskildevej. De nye bebyggelser var dog ikke alle eksklusive. De almene boligselskaber VIBO og Lejerbo lod opføre en mænge bebyggelser på tidligere fabriksgrunde, fx langs Howitzvej. Ligesom Howitzvej er flere villaveje blevet omdannet til områder med højhuse eller etagehuse. Det mest illustrative eksempel er Platanvej, hvor punkt- og højhuse næsten fuldstændig har afløst villaerne.
Det er bl.a. den store udbygning af boligmassen i efterkrigstiden, der har medført, at Frederiksberg i dag er Danmarks mest folkerige kommune målt i indbyggere pr. kvadratkilometer – på trods af de mange grønne områder og lave villabebyggelser.

### Nyeste udvikling
I 2003 afløste Metroen den gamle S-bane (linje F, lukket 1998) til Frederiksberg Station. Området omkring station blev i samme tidsrum fornyet med Solbjerg Plads, Frederiksberg Centret, Frederiksberg Gymnasium mm. I samme periode foretog Copenhagen Business School store nybygninger og udvidelser. Allerede i 1980'erne havde Henning Larsen tegnet en større udvidelse af Handelshøjskolen.
I 2000'erne har kommunen gennemført anlæggelse af nye cykelstier i stor stil og (gen)plantning af allétræer.
Både Københavns Kommune og Frederiksberg Kommune mistede deres status som selvstændige amter 1. januar 2007 i forbindelse med Kommunalreformen. Frederiksberg er nu en del af Region Hovedstaden.

## Befolkningstal
- 1800: 1.200
- 1900: 80.000
- 1950: 120.000
- 1988: 85.000
- 2005: 91.886
- 2007: 92.234
- 2008: 93.343
- 2012: 100.211
- 2014: 102.717

## Venskabsbyer
- Hovedartikel: venskabsbyer i Danmark.

Frederiksberg har følgende venskabsbyer:
- Tartu
- Hämeenlinna
- Hafnarfjörður
- Cēsis
- Palanga
- Bærum
- Uppsala

## Museer på Frederiksberg
- Bakkehuset
- Cisternerne
- STORM
- Møstings

## Teatre på Frederiksberg
- Aveny-T
- Betty Nansen Teatret
- Edison-scenen
- Rialto Teatret
- Riddersalen
- Frederiksberg Teater

## Kirker, moskeer og lignende på Frederiksberg
Folkekirkens sognekirker:
- Flintholm Kirke
- Frederiksberg Kirke
- Frederiksberg Slotskirke
- Godthaabskirken
- Lindevang Kirke
- Mariendals Kirke
- Sankt Lukas Kirke
- Sankt Markus Kirke
- Sankt Thomas Kirke
- Solbjerg Kirke

Andre kirker tilknyttet folkekirken:
- De Døves Kirke
- Emmauskirken
- Frederiksberg Hospitalskirke
- Immanuelskirken (Københavns Valgmenighed Vartov Valgmenighed)

Andre trosretninger på Frederiksberg:
- Den Albanske Forening, Den Muslimske Verdensliga
- Apostolsk Kirke (Evangelisk Frikirke)
- Adventkirken Ebenezer (Syvende Dags Adventister)
- Dansk-Islamisk Kulturforening Al-Taqwa Moskeen
- Evangeliekirken (Pinsekirken)
- Jehovas Vidner
- Jesu Kristi Kirke af Sidste Dages Hellige (Mormonkirken)
- Københavns Frikirke
- Martinskirken (Den Evangelisk-Lutherske Frikirke)
- Sankt Mariæ Kirke (Frederiksberg) (Romersk-katolsk kirke)
- Den Tyrkiske Moske – Kopenhag Kocatepe Camii

## Uddannelsesinstitutioner på Frederiksberg
- CBS – Handelshøjskolen i København
- Det Biovidenskabelige Fakultet ved Københavns Universitet (LIFE); før 2007 kendt som KVL – Den Kongelige Veterinær- og Landbohøjskole
- Professionshøjskolen Metropol - Metropolitan University College
- Hærens Officersskole

## Markante virksomheder på Frederiksberg

### Nuværende
- Ernst & Young (ca. 900 medarbejdere)
- Fiskars Danmark
- Georg Jensen
- Madklubben (hovedkontor)
- McDonald's Danmark
- Novozymes

### Tidligere
- Alhambra (forlystelseshave) (1857 til 1869)
- Aluminia, senere også Den Kongelige Porcelænsfabrik (1869/1882 til 1969/2004)
- Arbo-Bähr & Co. (1895 til ?)
- M.I. Ballins Sønner (1873 til 1924)
- Bang & Pingel (1919 til 1959)
- Bryggeriet Frederiksberg (1880 til 1891)
- Bryggeriet Svanholm (1853 til 1891)
- Chokoladefabrikken Freja (1896 til ?)
- Danmarks Radio (Radiohuset), Rosenørns Allé 22 (1939 til 2008)
- Det Danske Mælke-Compagni (1895 til 1974)
- Fisker & Nielsen (1906 til 1995)
- De forenede Chokolade- og Konfektfabriker Globus
- Frederiksberg Bank (1898 til ?)
- Frederiksberg Sparekasse (1894 til 1991)
- Frederiksberg Gasværk (1895 til 1964)
- Frederiksberg Papirfabrik (1881 til 1975)
- Kaffesurrogatfabriken Danmark (? til 1970)
- W. Klenows Glacéskindsfabriker (1853 til 1898)
- Krystalisværket (1914 til 1964)
- Carl Lunds Fabrikker (1871 til 1915)
- Marstrands Bryggerier, senere Kongens Bryghus (1865 til ?)
- August Neubert
- Ny Bryghus (1873 til 1891)
- NKT (1907 til 1986)
- Rideskolen (1891 til 1923, Beslagskolen dog til 1932)
- Rubens Klædefabrik (1857 til 1927)
- Stjernen (1902 til 1964)
- TO-R Radio (1933 til 1947, flyttet til København)
- Andelsselskabet Trifolium (The Danish Estates' Butter Factory) (1901 til ?)
- Vibe-Hastrup (1895 til ?)
- P. Wulffs Cigarfabrik (1916 til 1975)

## Øvrige seværdigheder på Frederiksberg
- Byggeriets Hus
- 90eren
- Det Biovidenskabelige Fakultets Have
- Det kongelige danske Haveselskab & Brøndsalen
- Frederiksberg Have
- Frederiksberg Rådhus
- Frederiksberg Slot
- Hostrups Have
- Labyrinten ved Pile Allé[12]
- Møstings Hus
- Rosenhaven
- Zoologisk Have
- Rolighed

## Personer fra Frederiksberg
- Erik H. Andersen (Hejremanden)
- Nikolaj Bøgh
- Rolf Bagger
- Stein Bagger
- Peter Boas Bang
- Lars Barfoed
- Kai Bing
- Kirsten Birgit Schiøtz Kretz Hørsholm (fiktiv)
- Anders Bodelsen
- Dario Campeotto
- Bo Christensen
- Iben Claces
- Christopher
- Jørgen Clevin
- Eric Danielsen
- Thomas Delaney
- Carl Theodor Dreyer
- Gottfred Eickhoff
- Lorry Feilberg
- Villads Emanuel Gamborg
- Poul Gernes
- Harald Giersing
- Pia Gjellerup
- Louis Glass
- Edvard Glæsel
- Marius Godskesen
- Christian Grøthan
- Carl Christian Hall
- Asger Hamerik
- Erik Chr. Haugaard
- Merete Hegner
- Maria Helleberg
- Hans Hertel
- Helle Hertz
- Axel Høeg-Hansen
- Pernille Høxbro
- Carl Luplau Janssen
- Lisbeth Knudsen
- Andreas Kraul
- Herbert Krenchel
- Preben Kristensen
- Harald Langberg
- Jesper Langberg
- Joakim Larsen
- Michael Laudrup
- Aage Lauritzen
- Mads Lebech
- Marie Luplau
- Mia Lyhne
- Julius Bentley Løffler
- Bent Mejding
- Jørgen de Mylius
- Aksel Møller
- Grethe Fenger Møller
- Per Stig Møller
- Poul Møller
- Christian Ricardt Nielsen
- Stephan Peter Nyeland
- Lene Nystrøm
- Karsten Ohrt
- Leif Panduro
- Robert Storm Petersen (Storm P)
- Birgit Pouplier
- Birgitte Price
- Kamma Rahbek
- Hanne Reintoft
- Ernst Emil Rosenørn
- Malene Schwartz
- Helle Stangerup
- Henrik Stangerup
- Erik Stephensen
- Frederik Thaae
- Karen Thisted
- John Thorsø
- Christian Laurits Thuren
- Ejnar Thuren
- Holger Tornøe
- Axel Wanscher
- Ole Wanscher
- Ida Wohlert
- Susse Wold
- Henning Wolff
- Louise Wolff
- Mogens Wöldike
- Kate Fleron